# Merriam-Webster
Merriam-Webster – amerykański dom wydawniczy publikujący słowniki i publikacje językowe, z siedzibą w Springfield, Massachusetts.  

## Historia
W 1831 bracia George i Charles Merriam otworzyli drukarnię i przedsiębiorstwo handlujące książkami w Springfield w stanie Massachusetts pod nazwą G. & C. Merriam Co. W roku 1843 przedsiębiorstwo Merriam zakupiło prawa do słownika An American Dictionary of the English Language, Corrected and Enlarged Noaha Webstera, pierwszego słownika języka angielskiego wydanego w USA i zyskała również prawa do wydawania poprawionych wersji słownika. Pierwszy słownik został wydany 24 września 1847. Kosztował 6 dolarów za egzemplarz, co było znaczną kwotą. W roku 1964 wydawnictwo zostało częścią Encyklopedia Britannica.  W roku 1982 przedsiębiorstwo zmieniło nazwę na Merriam-Webster Incorporated. 
Po śmierci Noaha Webstera w roku 1843 i przez cały XIX wiek firma Merriam-Webster wydawała słowniki, budując własną markę, a nazwa „Webster's” była gwarantem dobrej jakości słowników. Jednak na przełomie wieków XIX i XX doszło do kłopotów prawnych dotyczących praw autorskich, co stworzyło furtkę dla różnych wydawców do używania nazwy Webster do wydawania własnych słowników. Doprowadziło to do zamieszania wokół marki Webster, co m.in. spowodowało zmianę nazwy przedsiębiorstwa wydającego słownik Webstera na Merriam-Webster.